# Ligue 2
La Ligue 2 és la segona categoria del Campionat francès de futbol i se celebra tots els anys de la mateixa manera des de 1933 (excepte el període entre 1940 i 1945, a causa de la Segona Guerra Mundial). Actualment hi participen vint equips.

## Història

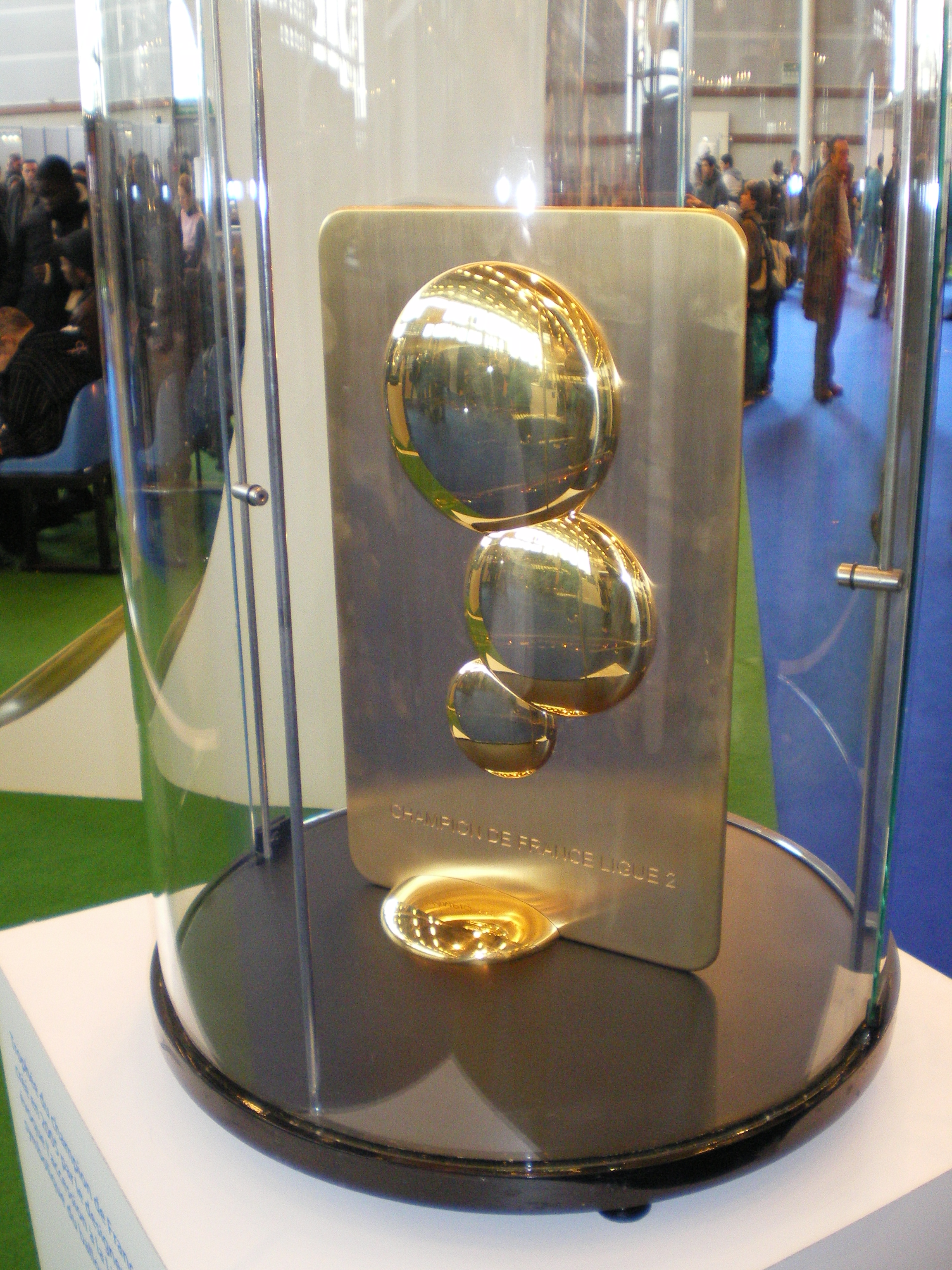
Trofeu de la Ligue 2.

El campionat de futbol va ser creat a França l'any 1894. A imitació del campionat anglès, que va crear la seva segona divisió el 1892, França va decidir el 1896, donar marxa al nou campionat de futbol. Des del 1933, els equips que volguessin participar, haurien d'adquirir l'estatus d'equips professionals, quelcom que no variaria fins al 1970, quan els equips amateurs van poder tornar a jugar en aquesta divisió. El 1992, de nou va ser vetada la participació en els equips no professionals, els quals avui en dia segueixen sense poder jugar en aquesta divisió. Durant tot aquest temps, la Ligue 2 es va denominar D2, nom que va canviar per l'actual l'any 2002.

## Sistema de competició
Com en la gran majoria de les lligues de futbol, si en un partit un dels equips guanya i l'altre perd, el vencedor aconsegueix tres punts i el perdedor, cap. En cas que empatin, els dos equips aconsegueixen un punt. L'equip que, un cop acabats tots els partits que corresponen jugar aquesta lliga, hagi aconseguit més punts es proclama vencedor del campionat. A més, es tracta d'una divisió inferior, aquest primer classificat, al costat del segon i al tercer, pugen a la primera divisió francesa: la Ligue 1.
Però, de la mateixa manera que en la majoria de les divisions (ja que no es tracta de l'última divisió de futbol francesa), un nombre determinat d'equips baixa, en aquest cas els tres últims: el 18è, el 19è i el 20è classificat descendeixen al Championnat National.
Els clubs de la Ligue 2 participen en la Copa de la Lliga francesa de futbol, amb els clubs de la Ligue 1 i els del Championnat National amb estatus professional.

## Equips participants temporada 2020-2021
| Club             | Ciutat               |
| ---------------- | -------------------- |
| AC Ajaccio       | Ajaccio              |
| Amiens SC        | Amiens               |
| AJ Auxerre       | Auxerre              |
| SM Caen          | Caen                 |
| FC Chambly       | Chambly              |
| LB Châteauroux   | Châteauroux          |
| Clermont Foot    | Clarmont d'Alvèrnia  |
| USL Dunkerque    | Dunkerque            |
| Grenoble Foot 38 | Grenoble             |
| EA Guingamp      | Guingamp             |
| Le Havre AC      | Le Havre             |
| AS Nancy         | Nancy                |
| Chamois Niortais | Niort                |
| París FC         | París                |
| Pau FC           | Pau                  |
| Rodez AF         | Rodez                |
| FC Sochaux       | Montbéliard          |
| Toulouse FC      | Tolosa de Llenguadoc |
| Troyes AC        | Troyes               |
| Valenciennes FC  | Valenciennes         |

## Historial
Font:
- 1933-34: Red Star (1)
& Olympique Alès (1) [a]
- 1934-35: FC Metz (1)
- 1935-36: FC Rouen (1)
- 1936-37: RC Lens (1)
- 1937-38: Le Havre AC (1)
- 1938-39: Red Star (2)
- 1939-1945: no es disputà [b]
- 1945-46: FC Nancy (1)
& Montpellier HSC (1) [a]
- 1946-47: FC Sochaux (1)
- 1947-48: OGC Nice (1)
- 1948-49: RC Lens (2) [c]
- 1949-50: Nîmes Olympique (1)
- 1950-51: Olympique Lyon (1)
- 1951-52: Stade Français (1)
- 1952-53: Toulouse FC (1937) (1)
- 1953-54: Olympique Lyon (2)
- 1954-55: CS Sedan (1)
- 1955-56: Stade Rennes (1)
- 1956-57: Olympique Alès (2)
- 1957-58: FC Nancy (2)
- 1958-59: Le Havre AC (2)
- 1959-60: Grenoble Foot (1)
- 1960-61: Montpellier HSC (2)
- 1961-62: Grenoble Foot (2)
- 1962-63: AS Saint-Etienne (1)
- 1963-64: Lille OSC (1)
- 1964-65: OGC Nice (2)
- 1965-66: Stade Reims (1)
- 1966-67: AC Ajaccio (1)
- 1967-68: SC Bastia (1)
- 1968-69: Angers SCO (1)
- 1969-70: OGC Nice (3)
- 1970-71: Paris Saint Germain (1) [d]
- 1971-72: Valenciennes FC (1) [d]
- 1972-73: RC Lens (3) [e]
- 1973-74: Lille OSC (2) [e]
- 1974-75: AS Nancy (1) [e]
- 1975-76: Angers SCO (2) [e]
- 1976-77: RC Strasbourg (1) [e]
- 1977-78: Lille OSC (3) [e]
- 1978-79: FC Gueugnon (1) [e]
- 1979-80: AJ Auxerre (1) [e]
- 1980-81: Stade Brest (1) [e]
- 1981-82: Toulouse FC (1) [e]
- 1982-83: Stade Rennes (2) [e]
- 1983-84: Tours FC (1) [e]
- 1984-85: Le Havre AC (3) [e]
- 1985-86: RCF Paris (1) [e]
- 1986-87: Montpellier HSC (3) [e]
- 1987-88: RC Strasbourg (2) [e]
- 1988-89: Olympique Lyon (3) [e]
- 1989-90: AS Nancy (2) [e]
- 1990-91: Le Havre AC (4) [e]
- 1991-92: Girondins de Bordeaux (1) [e]
- 1992-93: FC Martigues (1) [e]
- 1993-94: OGC Nice (4)
- 1994-95: Olympique de Marseille (1)
- 1995-96: SM Caen (1)
- 1996-97: LB Châteauroux (1)
- 1997-98: AS Nancy (3)
- 1998-99: AS Saint-Etienne (2)
- 1999-00: Lille OSC (4)
- 2000-01: FC Sochaux (2)
- 2001-02: AC Ajaccio (2)
- 2002-03: Toulouse FC (2)
- 2003-04: AS Saint-Etienne (3)
- 2004-05: AS Nancy (4)
- 2005-06: Valenciennes FC (2)
- 2006-07: FC Metz (2)
- 2007-08: Le Havre AC (5)
- 2008-09: RC Lens (4)
- 2009-10: SM Caen (2)
- 2010-11: Thonon Evian (1)
- 2011-12: SC Bastia (2)
- 2012-13: AC Monaco FC (1)
- 2013-14: FC Metz (3)
- 2014-15: Troyes AC (1)
- 2015-16: AS Nancy (5)
- 2016-17: RC Strasbourg (3)
- 2017-18: Stade Reims (2)
- 2018-19: FC Metz (4)
- 2019-20: FC Lorient (1)
- 2020-21: Troyes AC (2)
- 2021-22: Toulouse FC (3)
- 2022-23: Le Havre AC (6)
- 2023-24: AJ Auxerre (2)

1. 1 2  La segona divisió es disputà en dos grups, sense play-off final.
2. ↑  No es disputà per la Segona Guerra Mundial.
3. ↑  La temporada 1948-49 el 1. FC Saarbrücken fou el campió de la categoria amb el nom de FC Sarrebruck, però com era un equip alemany no va comptar en la classificació final.
4. 1 2  La segona divisió es disputà en tres grups, amb un play-off final per decidir el campió.
5. 1 2 3 4 5 6 7 8 9 10 11 12 13 14 15 16 17 18 19 20 21  La segona divisió es disputà en dos grups, amb un play-off final per decidir el campió.